# Аеродром Клуж-Напока
Међународни аеродром Клуж-Напока (: , : ) (рум. Aeroportul Internaţional Cluj-Napoca) је аеродром која опслужује град Клуж-Напокау, Румунији. Понекад понзнат као Аеродром Сомешени, налази 8 km источно од центра Клуж-Напоке у Сомешениу, који је данас део град Клуж-Напоке. Четврта је највећи аеродром у Румунији по броју путника после Аеродрома Хенри Коанда у Букурешту, Аеродрома Темишвар и Аеродрома Банеаса у Букурешту. Пораст броја путника и дестинација чини Аеродром Клуж-Напока главним аеродром у Трансилванији.

## Авио-компаније и дестинације
Следеће авио-компаније користе Аеродром Клуж-Напока (од марта 2008. године):

### Редовне авио-компаније
- Виз ер (Барселона, Букурешт-Банеаса, Будимпешта, Валенсија [почиње од 15. маја 2008.], Дортмунд, Лондон-Лутон, Милано-Бергамо [почиње од 15. маја 2008.], Рим-Леонардно да Винчи)
- Карпатер (Будимпешта, Темишвар)
- Луфтханза (Минхен)
- Малев (Будимпешта)
- Остријан ерлајнс (Беч)
- ТАРОМ (Барселона [суспендовани|суспендован], Беч, Болоња, Букурешт-Отопени, Лондон-Гетвик [суспендовани|суспендован], Мадрид, Милано-Малпенса, Франкфурт)
- Џерманвингс (Келн-Бон) [почиље од 8. маја 2008.]

### Чартер авио-компаније
- Блу ер (Анталија)
- Ер Малта (Малта) [сезонски]
- Карпатер (Родос)
- Картхаго ерлајнс (Монастир, Шарм ел Шеих)
- Корал блу (Шарм ел Шеих)
- Нувелер (Монастир) [сезонски]
- ТАРОМ (Анталија, Ираклион, Крф)

### Карго авиокомапније
ТНТ ервејз и ТАРОМ карго воде карго одљење на Аеродрому Клуж-Напока.

## Статистике
| Година | Путнике     | Путнике    | Авио операције | Карго (т) |
| Година | без транзит | са транзит | Авио операције | Карго (т) |
| ------ | ----------- | ---------- | -------------- | --------- |
| 1999   | 59.353      | -          | -              | -         |
| 2000   | 75.750      | -          | -              | -         |
| 2001   | 90.128      | -          | -              | -         |
| 2002   | 105.091     | 106.776    | 4.127          | 73,1      |
| 2003   | 121.037     | 130.267    | 4.379          | 106,3     |
| 2004   | 162.668     | 177.862    | 6.697          | -         |
| 2005   | 202.556     | -          | 8.018          | 313,0     |
| 2006   | 244.366     | -          | -              | -         |
| 2007   | 390.521     | -          | -              | -         |